# Amaya (software)
Amaya é um navegador e editor HTML descontinuado de código aberto criado pelo W3C e INRIA. Amaya é um descendente direto do editor WYSIWYG SGML Grif, criado por Vincent Quint e Irène Vatton no INRIA no início da década de  80, e do editor HTML Symposia, por sua vez também baseado no Grif, ambos desenvolvidos e comercializados pela companhia francesa de software Grif SA.
Originalmente projetado como um editor de texto estruturado (anteriormente ao SGML) e depois como um editor HTML e CSS, foi expandido posteriormente para ser compatível com linguagens XML como XHTML, MathML e SVG. Amaya exibe formatos de imagem abertos como PNG e SNG, assim como um subconjunto de animações SVG. É muito usado atualmente como uma plataforma de testes para novas tecnologias da web que ainda não são suportadas nos principais navegadores. No entanto, apesar de desenvolvido pelo W3C, o navegador possui um suporte a CSS incompleto, como pode ser conferido nesta imagem. Além disso segundo análise da versão 10.1-pre5, de 2008, o programa apresentou problemas de instabilidade, travando com frequência.
A última mudança de código-fonte do Amaya foi em 4 de fevereiro de 2014.

## Características
- Suporta (HTML 4.01), (XHTML 1.0/1.1), XHTML Basic, (HTTP 1.1), (MathML 2.0), (CSS 2) e SVG;
- Editor SVG onde é possível exibir e editar documentos XML parcialmente. Fornece uma interface de usuário avançado, com menus de contexto, conjunto personalizável de menus e ferramentas e temas pré-definidos;
- Suporte a RDF e XPointer;